# Luchthaven Maputo
De internationale luchthaven van Maputo, ook bekend als Luchthaven Lourenço Marques of Internationale Luchthaven Mavalane, is de luchthaven van Maputo, de grootste stad en tevens hoofdstad van Mozambique. De luchthaven, die beschikt over twee geasfalteerde landingsbanen, is de grootste van Mozambique en dient als hub voor LAM en Kaya Airlines.
De meeste vluchten vanuit Maputo gaan naar andere Afrikaanse bestemmingen, maar TAP Portugal voert vluchten uit naar Lissabon, in Portugal, en Qatar Airways vliegt naar Doha, Qatar.